# Daria Pikulik
Daria Pikulik, född den 6 januari 1997 i Skarzysko-Kamienna, är en polsk tävlingscyklist.
Daria Pikulik tog hon brons i omnium vid VM 2020 och vid OS 2024 tog hon silver i omnium.